# Vicente Borro
Vicente Borro (18?? - 29 de setiembre de 1958) abogado y político uruguayo perteneciente al Partido Nacional.

## Biografía
Abogado egresado de la Facultad de Derecho de Montevideo, participó en el levantamiento revolucionario de 1904 y combatió en la Batalla de Tupambaé. Concluida la revolución, integró una generación de jóvenes nacionalistas que reorganizaron el Partido Nacional.
En 1905 fue elegido diputado por el departamento de Florida y dentro de los proyectos de ley que presentó se encontró un código de trabajo para los obreros, que definía algunos derechos para estos, y regulabas cuestiones como la extensión de las jornadas laborales, los accidentes de trabajo, el trabajo de los menores y las mujeres y la higiene en los lugares de trabajo, entre otras. Dicho proyecto de ley contó con la firma de otros miembros del Partido Nacional, como Carlos Roxlo, Luis Alberto de Herrera, Vicente Ponce de León y Julián Quintana.
En 1912 publicó una obra titulada “La delincuencia de los menores. Causas y remedios". Ocupó varios cargos en la administración pública, como el de Director de la Escuela Educacional de Varones, miembro del Directorio de la Administración del Puerto de Montevideo, miembro del Directorio Consejo de Patronato de Delincuentes y Menores y director interino de la Cárcel Penitenciaría, entre otros.